# Morph the Cat
Morph the Cat – trzecia w dorobku Donalda Fagena, solowa płyta wydana w 2006 roku. Określana przez samego Fagena jako zakończenie swoistego tryptyku, odnoszącego się w swobodny sposób do trzech etapów w życiu człowieka (młodość, dojrzałość, śmierć). Morph the Cat to spojrzenie doświadczonego, starszego człowieka na świat, z charakterystycznym dla artysty przymrużeniem oka i z jazzowo-popową muzyką, do której przyzwyczaił słuchaczy dwoma poprzednimi wydawnictwami.

## Lista utworów
1. "Morph the Cat" – 6:49
2. "H Gang" – 5:15
3. "What I Do" – 6:01
4. "Brite Nitegown" – 7:16
5. "The Great Pagoda of Funn" – 7:39
6. "Security Joan" – 6:09
7. "The Night Belongs to Mona "– 4:18
8. "Mary Shut the Garden Door" – 6:29
9. "Morph the Cat (Reprise)" – 2:53
10. "Rhymes (utwór bonusowy)" – 4:21

## Pozycje na listach
Album
| Rok  | Lista               | Pozycja |
| ---- | ------------------- | ------- |
| 2006 | Billboard 200       | 26      |
| 2006 | Top Internet Albums | 26      |
| 2006 | UK Top 40           | 35      |